# Juan Carlos Sarnari
Juan Carlos Sarnari (Santa Fe, 22 gennaio 1942 – Bogotà, 21 aprile 2023) è stato un calciatore argentino, di ruolo centrocampista.

## Carriera

### Club
Cresciuto nell'Argentino de Firmat, nel 1959 passò al River Plate in cui tra il 1959 ed il 1967 giocò 147 partite con 31 gol. Nel 1963 una breve parentesi all'Huracan. Nel 1968 emigra in Cile dove giocherà, con diverse squadre, sino al 1972. Torna quindi, ancora brevemente, all'Huracan. Riparte, difatti, subito con destinazione Colombia sino al 1974, poi Ecuador e, infine, ritorna a Santa Fe per vestire la maglia dell'Independiente. Si ritira nel 1976 dopo aver segnato, con diverse maglie, 29 gol nella Coppa Libertadores.

### Nazionale
Con la Nazionale di calcio dell'Argentina partecipò al Mondiale di Inghilterra 1966 senza scendere in campo. In totale con la maglia albiceleste giocò 7 partite con un gol.